# Pia Lindman
Pia Maria Lindman (* 11. června 1965, Espoo) je finská výtvarnice, performerka, fotografka a video umělkyně.

## Životopis
Lindman studovala na Akademii výtvarných umění v letech 1988–1996 a promovala v roce 1996; studovala také na Massachusetts Institute of Technology 1997–1999, Master of Science in Visual Studies 1999; Oslo School of Architecture, doktorandský seminář v letech 1995–1997. Poprvé se zúčastnila Výstavy mladých v roce 1993 a v témže roce také Bienále mladých fotografů EXIT ve Finském muzeu fotografie se třemi cykly: Jsem ve formě, Miss Universe, představení z roku 1992, které natočila a (jsem) matka (jsem) . Vystavovala mimo jiné s umělcem Muu ry. v Moskvě roku 1991, v Bronx Museum a Muzeu moderního umění v New Yorku v roce 2000.
Lindman přicestovala do New Yorku v roce 1999 a následující rok prorazila s instalací Public Sauna, kde se kolemjdoucí mohli saunovat . V době katastrofy World Trade Center v roce 2001 byla přijata do rezidenčního programu Lower Manhattan Culture Council a mimo jiné natočila videa World Financial Center a Thisplace. Její videovýstava v Helsinkách v roce 2003 byla o setkáních mezi úřady a obyvateli New Yorku po 11. září. V novém rozšířeném Muzeu moderního umění se v roce 2004 se promítalo její video Shea Stars Flash. Přednášela v USA (včetně Massachusetts Institute of Technology s projektem performance, který započala v roce 2002), své projekty představila také v Anglii a publikovala řadu článků o svém umění mimo jiné ve výstavních katalozích, v uměleckých a fotografických časopisech. Ve své domovské zemi vyučovala na Annegården v Helsinkách (kurz) 1991–1995, Nordic School of Art (kurz performance) 1995, Lahti Art Institute 1996 (kurz performance 1997), University of Art and Design (kurz) 1997.
Lindman je zastoupena mimo jiné v Muzeu moderního umění.